# 宇佐木あいか
宇佐木 あいか（うさぎ あいか）は、日本のAV女優。現在は海外で活動している。

## 略歴・人物
特技はダンス、趣味はアニメ・映画・ゲーム。
2019年8月、kawaii*専属女優としてAVデビュー。
2019年11月より専属を離れ、企画単体女優となる。
2021年12月23日、自身のTwitterにて年内でAV女優を引退する事を発表。
2022年に中国で再デビューし、中国のAV制作会社「91制片厂」の作品に宇佐木愛華名義で出演している。

## 作品

### アダルトDVD
2019年
- 新世代大型新人! kawaii*専属デビュ→ 宇佐木あいか20歳 AVデビュー（8月25日、kawaii*）
- 超早漏スレンダーボディ めちゃイキ覚醒4本番（9月25日、kawaii*）
- 人生初 中出し解禁!! 超早漏マ○コを容赦なく追撃ピストンでイカセまくりオール中出し性交（10月25日、kawaii*）
- 渋谷でナンパして脱がせたらビックリ!! 体重38キロ色白スリム少女だったので 巨漢お兄さん呼んで生はめガンガン突きまくったらほっそい肉体のけ反らせて『イクイクイクゥー!!』 デブとのSEXにハマった2019秋のナンパ成功記録を緊急AV発売!! ナンパJAPAN EXPRESS Vol.122（11月25日、ナンパJAPAN）
- 頼まれると断れないメイドさんは断れずに、男性におしっこをかける過剰サービス! さらに敏感体質で大量潮吹き!（12月13日、アポロ）

2020年
- 顔出しMM号 女子大生限定 ザ・マジックミラー リアル友達関係の男女の素人大学生が生まれて初めての素股に挑戦! 5 in池袋 2人っきりの密室でクリトリスとチ○ポを擦り合わせると友情の壁を超え我慢できずにヌルッと挿入してしまうのか!? 人生初の真正中出しスペシャル! 2枚組8本番!（1月19日、ディープス）他出演:新田みれい、小池ゆきな、睦月もも、水沢つぐみ、瀬乃ひなた ほか
- マジックミラー号 大学生カップル限定 彼女さん! 彼氏のチ○ポはど〜れだ? 当てられなけりゃNTR（1月23日、SODクリエイト）他出演:富田優衣、桃井れお、須崎まどか
- 隣人に俺の彼女が寝取られて。 「美大生をおとし入れる自称画家の筆使い編」（1月25日、ダスッ!）
- 10代うぶ美少女ガチナンパ! うすーいラップ一枚挟んで童貞君と素股体験してみませんか? すぐに破れて生ち●ぽがズボッ! 「Hはダメっ!」と戸惑う一回り年下の娘にそのまま中出ししちゃいました! 青春真っ盛りの瑞々しい美少女のみ6名5時間スペシャル（1月31日、赤面女子）他出演:大原ゆりあ、新田みれい、高梨ゆあ、野々宮すず、永瀬ゆい
- 宇佐木あいかレズ解禁! 椎名そらとレズに溺れる 初レズビアン（2月7日、ビビアン）共演:椎名そら
- 大分から来た【あおいchan】（2月7日、バビロン）※「あおい」名義
- 居場所がない今時 若い子4人（2月12日、MERCURY）他出演:七瀬ひな、加賀美まり、早美れむ　※宇佐木のみ撮り下ろし
- 素人コスプレイヤーを媚薬バイブでアクメ強姦! 8（2月14日、Z-MEN）他出演:一乃瀬るりあ、中西南
- スレンダーボディの超絶美少女がいろんなシチュエーションでエッチッチ（2月19日、Rookie）
- 「私の涎を飲みなさい…」 クールビューティー制服美少女に責められて、淫猥セックスに溺れる…（2月25日、オーロラプロジェクト・アネックス）
- #めっかわ #やばたん（2月28日、バリカワ）他出演:瀬戸ののは
- ナチュラルハイ イカセ特化型レーベル「アクメ.1919」大全集 8時間（3月12日、ナチュラルハイ）他出演:渚みつき、柊るい、美谷朱里、奏音かのん、深田えいみ、稲場るか、弥生みづき
- ガチナンパ! 東海産直! ド素人さんクンニでマジイキ! チ○ポでガチイキ! 全員潮吹き失禁2020cc! 93イキ15射精!（3月15日、ナンパーズ）他出演:菊池リナ、目黒めぐみ、広瀬結香、近藤れおな
- カントク女子 #5（3月27日、FIRST STAR）
- 東京援交白書（3月28日、JUMP）※「あいか」名義
- 「オイルが…ヌルヌルして入っちゃう…」 エステティシャンの綺麗なお姉さんたちは、マ○コをチ○ポに滑らせながら嬉しそうにそう言った…。 僕は初めてのメンズマッサージで、なぜか初めてのセックス(複数人)をして、「なかなかやるじゃん」と言われ、初めて自信を持って生きる事ができたんだ。（4月1日、OFFICE K'S）共演:喜多方涼、千種ちな　他出演:水沢つぐみ、岩沢香代
- 完全プライベート映像 クールビューティ最強スレンダー美女 宇佐木あいかと初めての二人きりお泊まり（4月7日、パコパコ団とゆかいな仲間たち）
- 風呂嫌い、部屋の掃除も出来ない汚学生あいかちゃんのくさ〜い体臭M男責め（4月7日、犬）
- マジックミラー号旬菜 リア充カップルナンパ! イケメンセクシー男優に囲まれ秒で彼氏を裏切る素人彼女 イキったデカチン舐めまくり 騎乗位グラインドまくり エモSEX&おねだりアクメ顔射（4月9日、サディスティックヴィレッジ）他出演:有村えりか、月乃しずく、広瀬みお
- 予備校に通う地味でマジメな女子○生をレイプしながら全身を媚薬漬けにしたら、こっちが引くほど痙攣・潮&泡吹き・失神しまくった! 10 10作品目の超大作!合計10作品35人のJ○と塾講師1人のレイプ記録!（4月9日、サディスティックヴィレッジ）他出演:音羽ねいろ、広瀬みお、有村えりか
- 弟の目の前で…（4月13日、オーロラプロジェクト・アネックス）
- K県からAV出演するため上京してきた経験人数300人超のヤリマン天使・あいかちゃん(20)に激イカせ生中出しSEX!!（5月25日、あんず）※「あいか」名義
- 自慰専用 いっぱい出せます 私の蕩けるようなセックスを見せてあげる（5月25日、オーロラプロジェクト・アネックス）他出演:美園和花、今井まひな、野々宮すず
- 「マジ天使!?」 骨折してオナニーできない僕のチ●コは我慢の限界!それを見かねた美人ナースは使命感に駆られたのか優しく手を添えてくれ… 7（6月5日、DOC）他出演:かなで自由、松本いちか、朝日しずく
- 闘病中の妻の美しい姿を残したい… メモリアルヌードAV 愛する夫だからこそ見せる… 本気の性交 あいかさん(結婚2年目25歳)（6月12日、S級素人）※「あいか」名義
- イクイク早漏 敏感妹と排卵日子作り物語 ACT.008（6月12日、宇宙企画）
- 新・生中出し 働く美女の制服性交 vol.001（6月12日、BAZOOKA）他出演:海空花、持田栞里、岬あずさ
- 彼女と初めてのSEX。 パンツを脱いで目の当たりにしたパイパンのアソコ（6月12日、ヒメゴト）他出演:有村のぞみ、河奈亜依
- 黒パンストの下半身が卑猥にクネるオナニー快楽 2（7月1日、セレブの友）他出演:永井マリア、あおいれな、波多野結衣、宮沢ちはる、有栖るる、如月夏希、水谷あおい、月宮ねね、涼美ほのか、大浦真奈美、三船かれん、川原かなえ、赤瀬尚子、暁美紗子
- おしゃぶり姫（7月10日、REAL）
- 新 放課後美少女回春リフレクソロジー+ Vol.036（7月10日、宇宙企画）

### VR
2020年
- 風俗嬢と暮らす日常。そう、こんな毎日です。（2月18日、KMPVR）
- 玄関を開けると隣に住む女子校生 困っているので、携帯の充電器を貸してあげると「今度、お礼させてください」と言われ、両親がいない夜、彼女の部屋に… 超早漏“ビクンッビクンッ”パイパンま○こに追撃中出し（2月21日、KMPVR-bibi-）
- オイルローションVR（3月6日、KMPVR）他出演:奏音かのん、河奈亜依、葉月レイラ、永瀬愛菜、蓮実クレア、堀沢ゆい、佐藤りこ
- 純粋無垢なお嬢様（3月6日、ブイワンVR）
- 布団の中でこっそり膣奥を突かれた上司の妻は隣で寝ている夫に話しかけられず 声を押し殺してイキまくりの快楽堕ち、自ら懇願中出し…寝取り性交。（4月1日、こあらVR）
- 悪戯夜這いVR（4月5日、KMPVR）他出演:枢木あおい、愛須心亜、堀沢ゆい、宮沢ちはる、蓮実クレア、柚月なつみ、結々萌奈実
- ハイレグVR（4月16日、KMPVR）他出演:河奈亜依、加賀美まり、深田結梨、佐藤りこ、堀沢ゆい、宮沢ちはる、蓮実クレア
- 美脚を見上げながらイカせるVR（4月16日、KMPVR）他出演:黒咲しずく、弥生みづき、永瀬愛菜、佐藤りこ、香坂みりな、堀沢ゆい、飛鳥りん

### アダルトサイト
「MGS動画」
- 百戦錬磨のナンパ師のヤリ部屋で、連れ込みSEX隠し撮り 137 通いつめて口説き落としたガールズバー店員のあいかちゃん♪モデル級に美しいスタイルをもつ彼女を、ヤリ部屋に連れ込んで隠し撮りセックスしちゃいました♪細くて長い脚で責められる足コキは必見!（2019年11月26日、ナンパTV）※「あいか」名義
- 【初撮り】【クールなあの子が..】【大量潮吹き】アニメショップの美少女店員をびしょびしょに濡らす程に感じさせると… ネットでAV応募→AV体験撮影 1124（2019年11月30日、シロウトTV）※「あいか」名義
- 【美脚スレンダー美少女】×【お漏らしメイド】×【萌えパイパン】秋葉のメイドさんをガチサボらせ!!クール可愛いキャラとは裏腹におま●こぐしょ濡れのギャップに萌え萌えきゅん!!!：今日、会社サボりませんか? 07 in秋葉原（2019年12月24日、プレステージプレミアム）※「あいか」名義
- マジ軟派、初撮。 1429 地下アイドルをホテルに連れ込むことに成功!パーツモデルの撮影が徐々にHな雰囲気になっていき…。気づけば顔出しでアンアン喘いで連続絶頂!（2019年12月26日、ナンパTV）※「あいか」名義
- 【黒髪モデル級美少女】S願望ありの桃尻クールビューティーは逆拘束プレイにニヤニヤが止まらない!楽しすぎて無毛マ●コはグッチョグチョ!「オチ●チンどうして欲しいの?」トロ〜ン眼で問いかけられたら絶対服従確定!私はあなたの犬になりたい!!の巻。：パコパコ女子大学 女子大生とトラックテントでバイト即ハメ旅 Report.111（2020年1月4日、プレステージプレミアム）※「あいか」名義
- 【萌えキュン美少女】18歳【夢は劇場アイドル】あいかちゃん参上!メイドカフェで働く彼女の応募理由は『金欠で…と、エッチ好きなんです♪』男を【責めるのが大好き18歳】責め責めご奉仕フェラが最高!【萌えキュン痴女】黒髪ロング揺らしておねだり萌えイキSEX見逃すな!（2020年1月14日、ARA）※「あいか」名義
- うさぎ（2020年6月11日、MOON FORCE）

「FANZA」
- あいかちゃん（2019年12月31日、シロウトFLEX）
- ボクの<肉便器>友達 恥ずかしがり屋で断れないおっとりM女子が大好きな生ち○ぽバックで絶叫アクメ狂い（2020年1月9日、ナチュラルハイ）
- あぃあぃ（2020年1月31日、これこす。）
- さき（2020年3月9日、あの娘と今日ヤり部屋で）

「GIRL's BLUE」
- 佐々木愛佳（2020年2月4日）

### イメージDVD
- 純系乙女 恥じらいの季節（2019年11月28日、CRANE）※「友部さゆり」名義
- IMPACTUBE（2020年3月3日、IMPACT）※「桜坂乃々花」名義

## 出演

### テレビ
- ビ〜チ9（2019年9月、テレビ埼玉） - マンスリーゲスト
- 魚拓と成瀬のツキとスッポンぽん #263,#264（2019年9月15日,22日、パチ・スロ サイトセブンTV）